# Erik Peterson

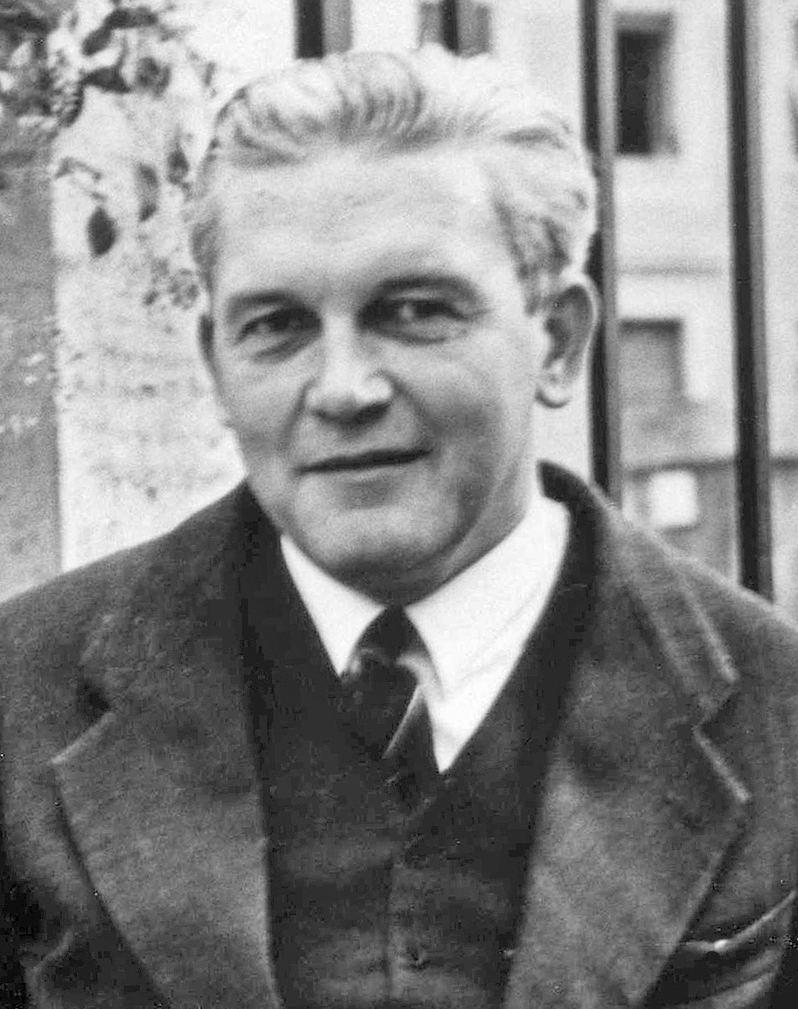
Erik Peterson w 1938 r.

Erik Peterson właściwie Erik Peterson Grandjean (ur. 7 czerwca 1890 w Hamburgu, zm. 26 października 1960 tamże) – niemiecki teolog katolicki, konwertyta z protestantyzmu, patrolog; przeciwnik nazizmu.
W 1930 r., mając 40 lat, przyjął katolicyzm, będąc pod wpływem katolickiej nauki o Tradycji.